# Timina
La timina es un compuesto heterocíclico derivado de la pirimidina. Es una de las cinco bases nitrogenadas constituyentes de los ácidos nucleicos (las otras cuatro son la adenina, la guanina, la citosina, y el uracilo, este último solo presente en el ARN). Forma parte del ADN y en el código genético se representa con la letra T. Forma el nucleósido timidina (dThd) y el nucleótido timidilato (dTMP). La timina fue descubierta en 1885 por el bioquímico alemán Albrecht Kossel.
En el ADN, la timina siempre se empareja con la adenina mediante dos enlaces o puentes de hidrógenos. Las uniones transversales en la estructura de doble hélice del ADN tienen lugar a través de las bases, que siempre se emparejan de forma específica.

Apareamiento A=T con dos puentes de hidrógeno. Los puentes de hidrógeno se muestran como líneas discontinuas.